# Château du Doux (Cantal)
Ne doit pas être confondu avec château du Doux (Corrèze).
Le château du Doux est un château de style néo-classique situé à Yolet (Cantal). Il est inscrit monument historique depuis 1992.

## Localisation
Le château du Doux et sa chapelle sont situés au village du Doux, au sud-est du bourg de Yolet.

## Historique
La seigneurie du Doux a appartenu à la famille de Sales du Doux, qui y possédait un château antérieur au château actuel. Jeanne Émilie de Sales du Doux (1788-1872) épouse en 1815 Louis Hercule dit Charles de Pollalion de Glavenas, officier de cavalerie. Ce sont eux qui construisent le nouveau château de style néo-classique. Leur fille aînée Marie Françoise épouse en 1850 Louis Désiré de La Salle de Rochemaure et hérite de la propriété, qui passe ensuite à leur fils le Louis-Félix de La Salle de Rochemaure (1856-1915), personnalité importante du Cantal et écrivain de langue d'oc. 

## Description
Le château, construit au milieu du XIXe siècle, est de style néo-classique, avec quelques influences de l'architecture palladienne du XVIIIe siècle. À l'origine, le château comportait un corps de logis central, avec deux avant-corps sur les côtés ; la partie droite du corps central et l'avant-corps droit n'existent plus. Le bâtiment est constitué de deux niveaux sur soubassement surmontés d'un attique.
La chapelle du Doux de style troubadour fait face au château, celle-ci étant la sépulture du duc Louis-Félix de La Salle de Rochemaure.
L'inscription porte sur le château et la chapelle, ainsi que sur leurs décors intérieurs.